# Biscainho
Biscainho es una freguesia portuguesa del concelho de Coruche, con 80,83 km² de superficie y 1.057 habitantes (2001). Su densidad de población es de 13,1 hab/km².